# België op de Olympische Zomerspelen 2016
België nam deel aan de Olympische Zomerspelen 2016 in Rio de Janeiro, Brazilië. Het debuteerde op de Zomerspelen in 1900 en deed in 2016 voor de zesentwintigste keer mee. In totaal waren honderdenacht atleten geselecteerd om België te vertegenwoordigen. België won tijdens deze editie zes medailles, telkens twee keer goud, zilver en brons.

## Medailleoverzicht
| Sport       | Olympiër(s)       | Onderdeel            | Medaille |
| ----------- | ----------------- | -------------------- | -------- |
| Wielersport | Greg Van Avermaet | wegwedstrijd (m)     | Goud     |
| Atletiek    | Nafissatou Thiam  | zevenkamp (v)        | Goud     |
|             |                   |                      |          |
| Zwemmen     | Pieter Timmers    | 100 m vrije slag (m) | Zilver   |
| Hockey      | nationale ploeg   | hockey (m)           | Zilver   |
|             |                   |                      |          |
| Judo        | Dirk Van Tichelt  | –73kg (m)            | Brons    |
| Wielersport | Jolien D'hoore    | omnium (v)           | Brons    |

## Deelnemers
(m) = mannen, (v) = vrouwen, (g) = gemengd

### Atletiek
| Olympiër                                                | Discipline         | Resultaat | Prestatie |
| ------------------------------------------------------- | ------------------ | --------- | --- |
| Cynthia Bolingo Mbongo                                  | 200 m (v)          | 63e       | reeksen: 8e (23,98 s) |
| Olivia Borlée VO                                        | 200 m (v)          | 54e       | reeksen: 7e (23,53 s) |
| Renée Eykens                                            | 800m (v)           | 16e       | reeksen: 4e (2.00,00) PR halve finale: 5e (2.00,45) |
| Louise Carton                                           | 5000m (v)          | 22e       | reeksen: 11e (15.34,39) |
| Anne Zagré                                              | 100m horden (v)    | 22e       | reeksen: 2e (12,85 s) halve finale: DSQ |
| Axelle Dauwens                                          | 400m horden (v)    | 35e       | reeksen: 7e (57,68 s) |
| Veerle Dejaeghere                                       | marathon (v)       | 47e       | finale: 47e (2:37.39) |
| Els Rens                                                | marathon (v)       | 84e       | finale: 84e (2:45.52) |
| Manuela Soccol                                          | marathon (v)       | 74e       | finale: 74e (2:44.18) |
| Nafissatou Thiam VS                                     | zevenkamp (v)      | Goud      | 100 m horden: 12e (13,56 - 1041 p.) PR hoogspringen: 1e (1,98 m - 1211 p.) PR kogelstoten: 1e (14,91 m - 855 p.) 200 m: 23e (25,10 s - 878 p.) verspringen: 1e (6,58 m - 1033 p.) PR speerwerpen: 3e (53,13 m - 921 p.) PR 800m: 7e (2.16,54 - 871 p.) PR totaal: 1e (6.810 p.) BR |
|                                                         |                    |           | |
| Jonathan Borlée                                         | 200 m (m)          | 48e       | reeksen: 5e (20,64 s) |
| Jonathan Borlée                                         | 400 m (m)          | 32e       | reeksen: 4e (46,01 s) |
| Kevin Borlée                                            | 400 m (m)          | 29e       | reeksen: 5e (45,90 s) |
| Pieter-Jan Hannes                                       | 1500 m (m)         | 21e       | reeksen: 5e (3.38,89) halve finale: 12e (3.43,71) |
| Bashir Abdi                                             | 5000 m (m)         | 33e       | reeksen: 15e (13.42,83) |
| Bashir Abdi                                             | 10.000m (m)        | 20e       | finale: 20e (28.01,49) |
| Michaël Bultheel                                        | 400 m horden (m)   | 18e       | reeksen: 5e (49,37 s) halve finale: 5e (49,46 s) |
| Jeroen D'hoedt                                          | 3000 m steeple (m) | 37e       | reeksen: 13e (8.49,29) |
| Julien Watrin Jonathan Borlée Dylan Borlée Kevin Borlée | 4 × 400 m (m)      | 4e        | reeksen: 1e (2.59,25) BR finale: 4e (2.58,52) BR |
| Florent Caelen                                          | marathon (m)       | 44e       | finale: 44e (2:17.59) |
| Koen Naert                                              | marathon (m)       | 22e       | finale: 22e (2:14.53) |
| Willem Van Schuerbeeck                                  | marathon (m)       | 56e       | finale: 56e (2:18.56) |
| Philip Milanov                                          | discuswerpen (m)   | 9e        | kwalificaties: 12e (62,68 m) finale: 9e (62,22m) |
| Thomas Van Der Plaetsen                                 | tienkamp (m)       | 8e        | 100 meter: 29e (11,24 s - 808 p.) verspringen: 4e (7,66 m - 975 p.) kogelstoten: 28e (12,84 m - 657 p.) hoogspringen: 2e (2,16 m - 953 p.) 400 meter: 19e (49,63 s - 832 p.) 110 m horden: 22e (15,01 s - 848 p.) discuswerpen: 15e (43,58 m - 735 p.) polsstokspringen: 2e (5,40 m - 1035 p.) speerwerpen: 12e (62,09 m - 769 p.) 1500 meter: 13e (4.34,21 m - 717 p.) totaal: 8e (8332 p.) PR |

### Badminton
| Olympiër   | Discipline    | Resultaat | Prestatie                                                                        |
| ---------- | ------------- | --------- | -------------------------------------------------------------------------------- |
| Lianne Tan | enkelspel (v) | 27e       | Groep E: 3e V van Iris Wang (1-2) V van Li Xuerui (0-2) W van Telma Santos (2-0) |
|            |               |           |                                                                                  |
| Yuhan Tan  | enkelspel (m) | 29e       | Groep C: 3e V van Misha Zilberman (0-2) V van Chou Tien-chen (0-2)               |

| Groep E      |     |   |   |    |    |     |
| Speler       | Gsp | W | V | SW | SV | Ptn |
| Xuerui Li    | 3   | 3 | 0 | 6  | 0  | 3   |
| Iris Wang    | 3   | 2 | 1 | 4  | 4  | 2   |
| Lianne Tan   | 3   | 1 | 2 | 3  | 4  | 1   |
| Telma Santos | 3   | 0 | 3 | 1  | 6  | 0   |

| Speler 1   | Uitslag                   | Speler 2     |
| ---------- | ------------------------- | ------------ |
| Li Xuerui  | 2-0 (21-11, 21-11)        | Lianne Tan   |
| Lianne Tan | 2-0 (21-16, 21-18)        | Telma Santos |
| Iris Wang  | 2-1 (21-17, 20-22, 21-14) | Lianne Tan   |

### Boogschieten
| Olympiër        | Discipline      | Resultaat | Prestatie |
| --------------- | --------------- | --------- | --- |
| Robin Ramaekers | individueel (m) | 17e       | kwalificaties: 42e (654 p) 1/32e finale: W van Australië Ryan Tyack (6-2) 1/16e finale: V van Spanje Juan Ignacio Rodríguez (0-6) |

### Gewichtheffen
| Olympiër(s)   | Onderdeel | Resultaat | Prestatie                                     |
| ------------- | --------- | --------- | --------------------------------------------- |
| Tom Goegebuer | –56 kg    | 14e       | trekken: 111 kg stoten: 130 kg totaal: 241 kg |

### Golf
| Olympiër          | Discipline | Resultaat | Prestatie                                                                            |
| ----------------- | ---------- | --------- | ------------------------------------------------------------------------------------ |
| Chloé Leurquin    | vrouwen    | 56e       | ronde 1: 79 (+8) ronde 2: 78 (+7) ronde 3: 71 (0) ronde 4: 75 (+4) totaal: 303 (+19) |
|                   |            |           |                                                                                      |
| Nicolas Colsaerts | mannen     | 30e       | ronde 1: 68 (−3) ronde 2: 71 (0) ronde 3: 71 (0) ronde 4: 73 (+2) totaal: 283 (−1)   |
| Thomas Pieters    | mannen     | 4e        | ronde 1: 67 (−4) ronde 2: 66 (−5) ronde 3: 77 (+6) ronde 4: 65 (−6) totaal: 275 (−9) |

### Gymnastiek
| Olympiër                                                     | Discipline               | Resultaat | Prestatie                                                     |
| ------------------------------------------------------------ | ------------------------ | --------- | ------------------------------------------------------------- |
| Nina Derwael                                                 | meerkamp individueel (v) | 19e       | kwalificatie: 19e (56,532 punten) finale: 19e (56,299 punten) |
| Rune Hermans                                                 | meerkamp individueel (v) | 32e       | kwalificatie: 32e (54,508 punten)                             |
| Senna Deriks Nina Derwael Rune Hermans Gaëlle Mys Laura Waem | meerkamp team (v)        | 12e       | kwalificatie: 12e (167,838 punten)                            |
|                                                              |                          |           |                                                               |
| Dennis Goossens                                              | ringen (m)               | 8e        | kwalificatie: 7e (15,366 p) finale: 8e (14,933 punten)        |

### Hockey
| Olympiër | Onderdeel | Resultaat | Prestatie |
| --- | --------- | --------- | --------- |
| Gauthier Boccard Tom Boon Thomas Briels Cédric Charlier Tanguy Cosyns Félix Denayer Sebastien Dockier John-John Dohmen Simon Gougnard Loïck Luypaert Emmanuel Stockbroekx Jérôme Truyens Florent van Aubel Arthur Van Doren Elliot Van Strydonck Vincent Vanasch | mannen    | Zilver    |           |

| Groep A |                  |             |             |             |             |            |            |            |        |
| #       | Land             | Wedstrijden | Wedstrijden | Wedstrijden | Wedstrijden | Doelpunten | Doelpunten | Doelpunten | Punten |
| #       | Land             | GW          | W           | G           | V           | V          | T          | Saldo      | Punten |
| 1       | België           | 5           | 4           | 0           | 1           | 21         | 5          | +16        | 12     |
| 2       | Spanje           | 5           | 3           | 1           | 1           | 13         | 6          | +7         | 10     |
| 3       | Australië        | 5           | 3           | 0           | 2           | 13         | 4          | +9         | 9      |
| 4       | Nieuw-Zeeland    | 5           | 2           | 1           | 2           | 17         | 8          | +9         | 7      |
| 5       | Groot-Brittannië | 5           | 1           | 2           | 2           | 14         | 10         | +4         | 5      |
| 6       | Brazilië         | 5           | 0           | 0           | 5           | 1          | 46         | −45        | 0      |

| Ronde        | Datum       | Lokale tijd | MEZT           | Plaats         | Land       | Score            | Land      |
| ------------ | ----------- | ----------- | -------------- | -------------- | ---------- | ---------------- | --------- |
| groepsfase   |             |             |                |                |            |                  |           |
| 6 augustus   | 12:30       | 17:30       | Rio de Janeiro | België         | 4–1        | Groot-Brittannië |           |
| 7 augustus   | 19:30       | 00:30       | Rio de Janeiro | Brazilië       | 0–12       | België           |           |
| 9 augustus   | 20:30       | 01:30       | Rio de Janeiro | België         | 1–0        | Australië        |           |
| 11 augustus  | 13:30       | 18:30       | Rio de Janeiro | Spanje         | 1–3        | België           |           |
| 12 augustus  | 18:00       | 23:00       | Rio de Janeiro | België         | 1–3        | Nieuw-Zeeland    |           |
|              |             |             |                |                |            |                  |           |
| kwartfinale  | 14 augustus | 12:30       | 17:30          | Rio de Janeiro | België     | 3–1              | India     |
|              |             |             |                |                |            |                  |           |
| halve finale | 16 augustus | 17:00       | 22:00          | Rio de Janeiro | België     | 3–1              | Nederland |
|              |             |             |                |                |            |                  |           |
| finale       | 18 augustus | 17:00       | 22:00          | Rio de Janeiro | Argentinië | 4–2              | België    |

### Judo
| Olympiër           | Discipline | Resultaat | Prestatie |
| ------------------ | ---------- | --------- | --- |
| Charline Van Snick | –48kg (v)  | 9e        | 1e ronde: W van ROU Monica Ungureana: ippon 1/8e finale: V van BRA Sarah Menezes: yuko |
|                    |            |           | |
| Jasper Lefevere    | –66kg (m)  | 33e       | 1e ronde: V van KAZ Zjansaj Smagoelov: judo |
| Dirk Van Tichelt   | –73kg (m)  | Brons     | 1e ronde: W van QAT Morad Zemouri: ippon 1/8e finale: W van KOR An Chang-rim: waza-ari kwartfinale: W van RUS Denis Iartsjev waza-ari met yuko halve finale: V van JPN Shohei Ono: ippon herkansing: W van HUN Miklos Ungvari: ippon |
| Joachim Bottieau   | –81kg (m)  | 17e       | 1/16e finale: V van ITA Matteo Marconcini met shido |
| Toma Nikiforov     | –100kg (m) | 9e        | 1e ronde: W van IRI Javad Mahjoub met ippon 1/8e finale: V van GEO Beka Gviniasjvili met ippon (2 waza-ari met yuko) |

### Kanovaren
| Olympiër      | Discipline    | Resultaat | Prestatie                                                                  |
| ------------- | ------------- | --------- | -------------------------------------------------------------------------- |
| Artuur Peters | K-1 1000m (m) | 11e       | reeksen: 5e (3.34,781) halve finale: 7e (3.37,586) B-finale: 3e (3.33,521) |

### Paardensport

#### Dressuur
| Olympiër        | Discipline  | Resultaat | Prestatie                       |
| --------------- | ----------- | --------- | ------------------------------- |
| Jorinde Verwimp | individueel | 35e       | Grand Prix: 35e (70,771 punten) |

#### Eventing
| Olympiër          | Discipline  | Resultaat | Prestatie |
| ----------------- | ----------- | --------- | --- |
| Karin Donckers    | Individueel | DNF       | dressuur: 7e (41,1 p) crosscountry: uitgeschakeld                                                                                  |
| Joris Vanspringel | Individueel | 24e       | dressuur: 52e (54,3 p) crosscountry: 21e (21,6 p) kwalificatie jumping: 27e (8 p) finale jumping: 8e (4 p) eindstand: 24e (87,9 p) |

#### Springconcours
| Olympiër            | Discipline  | Resultaat | Prestatie |
| ------------------- | ----------- | --------- | --- |
| Nicola Philippaerts | Individueel | DSQ       | kwalificatie 1: DSQ |
| Jérôme Guéry        | Individueel | 28e       | kwalificatie 1: 1e (0 strafpunt) kwalificatie 2: 53e (10 strafpunten) kwalificatie 3: 24e (5 strafpunten) kwalificaties: 37e (15 strafpunten) finale A: 28e (8 strafpunten) |

### Roeien
| Olympiër      | Discipline | Resultaat | Prestatie                                                                                      |
| ------------- | ---------- | --------- | ---------------------------------------------------------------------------------------------- |
| Hannes Obreno | skiff (m)  | 4e        | series: 1e (7.09,06) kwartfinale: 1e (6.48,90) halve finale: 3e (7.06,76) finale: 4e (6.47,42) |

### Schermen
| Olympiër           | Discipline | Resultaat | Prestatie                                                                                |
| ------------------ | ---------- | --------- | ---------------------------------------------------------------------------------------- |
| Seppe Van Holsbeke | sabel (m)  | 9e        | 1e ronde: W van USA Eli Dershwitz (15-12) 2e ronde: V van ROU Tiberiu Dolniceanu (13-15) |

### Schietsport
| Olympiër      | Discipline | Resultaat | Prestatie                 |
| ------------- | ---------- | --------- | ------------------------- |
| Maxime Mottet | trap (m)   | 10e       | kwalificaties: 116 punten |

### Taekwondo
| Olympiër         | Discipline | Resultaat | Prestatie |
| ---------------- | ---------- | --------- | --- |
| Raheleh Asemani  | –57kg (v)  | 5e        | 1/8 finale: W van Carolena Carstens (13-1) kwartfinale: V van Jade Jones (2-7) herkansing: W van Naima Bakkal (12-0) wedstrijd brons: V van Hedaya Malak (0-1)           |
|                  |            |           | |
| Si Mohamed Ketbi | -58kg (m)  | 11e       | 1/8 finale: V van Safwan Khalil (1-8) |
| Jaouad Achab     | -68kg (m)  | 5e        | 1/8 finale: W van Maxemillion Kassman (15-1) kwartfinale: W van Karol Robak (9-7) halve finale: V van Aleksej Denisenko (1-6) wedstrijd brons: V van Lee Dae-hoon (7-11) |

### Tennis
| Olympiër                          | Discipline     | Resultaat | Prestatie |
| --------------------------------- | -------------- | --------- | --- |
| Kirsten Flipkens                  | enkelspel (v)  | 9e        | 1R: W van USA Venus Williams (4-6, 6-3, 7-6 (7-5)) 2R: W van CZE Lucie Šafářová (6-2, opgave) 3R: V van GER Laura Siegemund (4-6, 3-6) |
| Yanina Wickmayer                  | enkelspel (v)  | 33e       | 1R: V van Tsjechië Barbora Strýcová (6-7, 1-6)                                                                                         |
| Kirsten Flipkens Yanina Wickmayer | dubbelspel (v) | 9e        | 1R: W van KAZ Jaroslava Sjvedova/Galina Voskobojeva (6-1, opgave) 2R: V van ESP Garbiñe Muguruza/Carla Suárez Navarro (5-7, 6-2, 2-6)  |
|                                   |                |           | |
| David Goffin                      | enkelspel (m)  | 9e        | 1R: W van AUS Samuel Groth (6-4, 6-2) 2R: W van ISR Dudi Sela (6-3, 6-3) 3R: V van BRA Thomaz Bellucci (6-7, 4-6)                      |

### Triatlon
| Olympiër          | Discipline | Resultaat | Prestatie                    |
| ----------------- | ---------- | --------- | ---------------------------- |
| Claire Michel     | vrouwen    | DNF       | gedubbeld bij het wielrennen |
| Katrien Verstuyft | vrouwen    | DNF       | gedubbeld bij het wielrennen |
|                   |            |           |                              |
| Jelle Geens       | mannen     | 38e       | 1:52.05                      |
| Marten Van Riel   | mannen     | 6e        | 1:46.03                      |

### Wielersport

#### Baan
| Olympiër        | Discipline | Resultaat | Prestatie |
| --------------- | ---------- | --------- | --- |
| Jolien D'hoore  | omnium (v) | Brons     | scratch: 3e (36 p.) achtervolging: 3e (3.30,202 - 36 p.) BR afvalling: 2e (38 p.) tijdrit: 4e (35,326 - 34 p.) vliegende ronde: 7e (14,19 - 28 p.) puntenkoers: 8e (27 p.) |
|                 |            |           | |
| Jasper De Buyst | omnium (m) | DNF       | scratch: 18e (6 p.) achtervolging: 16e (4.36,246 - 10 p.) afvalling: 15e (12 p.) tijdrit: DNS                                                                              |

#### BMX
| Olympiër     | Discipline | Resultaat | Prestatie                                    |
| ------------ | ---------- | --------- | -------------------------------------------- |
| Elke Vanhoof | vrouwen    | 6e        | halve finale: 3e (13 p.) finale: 6e (+5,445) |

#### Mountainbike
| Olympiër        | Discipline | Resultaat | Prestatie |
| --------------- | ---------- | --------- | --------- |
| Githa Michiels  | vrouwen    | 21e       | 1:40.23   |
|                 |            |           |           |
| Ruben Scheire   | mannen     | 11e       | 1:37.36   |
| Jens Schuermans | mannen     | 18e       | 1:39.30   |

#### Weg
| Olympiër          | Discipline              | Resultaat | Prestatie  |
| ----------------- | ----------------------- | --------- | ---------- |
| Ann-Sophie Duyck  | wegwedstrijd (v)        | opgave    |            |
| Lotte Kopecky     | wegwedstrijd (v)        | 45e       | 4:02.07    |
| Anisha Vekemans   | wegwedstrijd (v)        | 29e       | 3:58.03    |
| Ann-Sophie Duyck  | individuele tijdrit (v) | 23e       | 48.17,60   |
| Lotte Kopecky     | individuele tijdrit (v) | 21e       | 48.09,86   |
|                   |                         |           |            |
| Laurens De Plus   | wegwedstrijd (m)        | DNF       | DNF        |
| Philippe Gilbert  | wegwedstrijd (m)        | 42e       | 6:23.23    |
| Serge Pauwels     | wegwedstrijd (m)        | 22e       | 6:16.17    |
| Greg Van Avermaet | wegwedstrijd (m)        | Goud      | 6:10.05    |
| Tim Wellens       | wegwedstrijd (m)        | DNF       | DNF        |
| Tim Wellens       | individuele tijdrit (m) | 20e       | 1:16.50,11 |

### Zeilen
| Olympiër                         | Discipline       | Resultaat | Prestatie |
| -------------------------------- | ---------------- | --------- | --------- |
| Evi Van Acker                    | Laser Radial (v) | 4e        | 78 p      |
|                                  |                  |           |           |
| Wannes Van Laer                  | Laser (m)        | 17e       | 140 p     |
| Yannick Lefèbvre Tom Pelsmaekers | 49er (m)         | 17e       | 125 p     |

### Zwemmen
| Olympiër                                                                             | Discipline               | Resultaat | Prestatie                                                                       |
| ------------------------------------------------------------------------------------ | ------------------------ | --------- | ------------------------------------------------------------------------------- |
| Fanny Lecluyse                                                                       | 100 m schoolslag (v)     | 28e       | kwalificaties: 28e (1.08,80)                                                    |
| Fanny Lecluyse                                                                       | 200 m schoolslag (v)     | 17e       | kwalificaties: 17e (2.27,16)                                                    |
| Kimberly Buys                                                                        | 100 m vlinderslag (v)    | 15e       | kwalificaties: 12e (57,91) (BR) halve finale: 14e (58,63)                       |
|                                                                                      |                          |           |                                                                                 |
| Jasper Aerents                                                                       | 50 m vrije slag (m)      | 39e       | kwalificaties: 39e (22,61)                                                      |
| François Heersbrandt                                                                 | 50 m vrije slag (m)      | 38e       | kwalificaties: 38e (22,58)                                                      |
| Glenn Surgeloose                                                                     | 100 m vrije slag (m)     | 19e       | kwalificaties: 19e (48,65)                                                      |
| Pieter Timmers                                                                       | 100 m vrije slag (m)     | Zilver    | kwalificaties: 9e (48,46) halve finale: 6e (48,14) (BR) finale: 2e (47,80) (BR) |
| Glenn Surgeloose                                                                     | 200 m vrije slag (m)     | 16e       | kwalificaties: 17e (1.47,19) halve finale: 16e (1.47,36)                        |
| Basten Caerts                                                                        | 200 m schoolslag (m)     | 32e       | kwalificaties: 32e (2.13,44)                                                    |
| Louis Croenen                                                                        | 200 m vlinderslag (m)    | 8e        | kwalificaties: 14e (1.56,48) halve finale: 8e (1.56,03) finale: 8e (1.57,04)    |
| Emmanuel Vanluchene                                                                  | 200 m wisselslag (m)     | 23e       | kwalificaties: 23e (2.01,36)                                                    |
| Jasper Aerents Dieter Dekoninck* Glenn Surgeloose Pieter Timmers Emmanuel Vanluchene | 4 × 100 m vrije slag (m) | 6e        | kwalificaties: 7e (3.14,16) finale: 6e (3.13,57) (BR)                           |
| Louis Croenen Dieter Dekoninck Glenn Surgeloose Pieter Timmers Emmanuel Vanluchene   | 4 × 200 m vrije slag (m) | 8e        | kwalificaties: 7e (7.08,72) finale: 8e (7.11,64)                                |